# Lundagårdsstenen
Lundagårdsstenen (DR 314) er en 3,96 m høj runesten i Lunds universitetsbiblioteks entré. Stenen stod oprindeligt på Helgonabacken i Lund, blev flyttet til Lundagårdsparken i 1800-tallet og endeligt til den nuværende placering i 1957. Den kaldes også Lund-sten 1, Lundastenen eller Allhelgonastenen (efter fundpladsen). Indskriften er dateret til vikingetiden og udgør en af bibliotekets tidligste, skriftlige kilder.

## Indskriften
Þorgisl, sun Æsgis BiarnaR sonaR, resþi stena þæssi æftiR brøþr sina baþa Olaf ok Ottar, landmænnr goþa.
Hvilket på dansk omtrent skulle betyde:
Þorgísl, søn af Ásgeirr Bjôrn's søn, rejste disse sten til minde om begge hans brødre, Ólafr og Óttarr, gode 'landmænd'.
En anden af Esge Bjørns efterkommere er nævnt på Grensten-stenen DR 91.

## Stenen
Med sine ca. fire meter er Lundagårdsstenen en af Nordens højeste runesten. Den blev fundet ved udgravningen af Allhelgonaklostrets kirke. På den ene side er stenen udsmykket med fabeldyr, to ulve på hver sin side af en maske. På den anden bredside er et stiliseret menneskeansigt.

## Historik
Oversat fra svensk:
Stenen rejstes af en Torgisl (Troels) på Allhelgonabacken i Lund og blev genfundet 1690 i Allhelgonaklosterets ruiner.
Stenen blev i 1700-tallet flyttet til universitetsområdet i Lundagård, hvor den først var placeret liggende. I 1751 foreslog historieprofessor Sven Lagerbring, at stenen "skulle uppsättas på en rabatt emedan herr baron och överintendenten Hårleman vid sitt sista vistande härstädes låtit förstå att han sådant åstundade". Alligevel var det først i 1868, at Lundagårdsstenen blev rejst op. Siden 1957 har den været opbevaret indendørs i universitetsbibliotekets entré på Helgonabacken, få hundrede meter fra stenens tidligere placeringer.

## Se yderligere
- Runesten i Skåne
- Thorgils Sprakeleg